# 살인 특종
《살인 특종》(영어: Eyewitness)은 미국에서 제작된 피터 예이츠 감독의 1981년 네오누아르 스릴러 영화이다. 윌리엄 허트, 시고니 위버, 크리스토퍼 플러머, 제임스 우즈 등이 출연하였고, 피터 예이츠 등이 제작에 참여하였다.

## 줄거리
뉴욕 청소부 대릴은 텔레비전 기자 토니의 열성 팬이다. 대릴과 같은 건물에서 일하며 베트남 전쟁 경험으로 인해 베트남계 혐오 성향을 지닌 동료 청소부 앨도는 범죄 단체와 관련이 있다는 소문이 도는 베트남계 부자 롱 씨에게 무례하게 굴다가 해고 당한다.
이후 대릴은 교살 당한 롱 씨의 시체를 최초로 발견한다. 경찰은 앨도, 그리고 역시 베트남전 참전자인 대릴을 범인으로 의심한다. 토니는 소련에 있는 유대인들을 은밀히 빼내는 일을 하는 약혼자 조지프가 있지만 사건을 파헤치기 위해 대릴과 만나다가 서로 좋아하게 되는데...

## 출연
- 윌리엄 허트 - 대릴 디버 역
- 시고니 위버 - 앤토니아 "토니" 소컬로프 역
- 크리스토퍼 플러머 - 조지프 역
- 제임스 우즈 - 앨런 "앨도" 머서 역
- 아이린 워스 - 소컬로프 부인 역
- 앨버트 폴슨 - 소컬로프 씨 역
- 케네스 맥밀런 - 디버 씨 역
- 패멀라 리드 - 린다 머서 역
- 스티븐 힐 - 제이컵스 경위 역
- 모건 프리먼 - 블랙 경위 역
- 키오니 영 - 롱 씨의 아들 역

## 기타 제작진
- 미술: 필립 로젠버그
- 제작 보조: 케네스 엇